# Artabazos I
|  | Per a altres significats, vegeu «Artabazos (sàtrapa)». |

Artabazos I (persa Artavazdâ, elamita Irdumasda, grec antic Ἀρτάβαζος) era un noble persa del segle v aC que va exercir diversos càrrecs entre ells el de sàtrapa de Dascilios o Frígia Helespòntica.
Artabazos era fill de Farnaces, oficial cap d'hisenda del rei Darios I el Gran, probablement el seu cosí, que posseïa terres a la Frígia Hel·lespòntica i probablement allí va néixer Artabazos. Era general en temps de Xerxes I de Pèrsia.
Unes inscripcions perses esmenten un Artabazos sàtrapa de Maka (Oman) però sembla que era un personatge diferent. Artabazos va dirigir als arquers corasmis i parts durant la campanya de Xerxes contra Grècia els anys 480 aC-479 aC durant la Segona Guerra Mèdica, diu Heròdot.
Després de la batalla de Salamina va acompanyar a Xerxes I de Pèrsia a l'Hel·lespont amb 60000 homes. Va retornar a la península Calcídica, va assetjar Potidea i Olint, revoltades contra els perses, i va evitar la propagació de la revolta. Va ocupar Olint, va matar els habitants que fugien i la va donar als calcidis; després va assetjar Potidea i l'anava a guanyar per suborns quan es va descobrir el pla, allargant-se llavors el setge tres mesos, i quan es produïa l'assalt aprofitant que les aigües estaven baixes, el nivell del mar va pujar i va ofegar a part de les tropes perses; va abandonar el setge per reunir-se amb l'exèrcit persa a Tessàlia. Allà va ser un dels oficials del general Mardoni, que Xerxes havia deixat a càrrec de l'exèrcit persa a Grècia.
Poc abans de la batalla de Platea l'any 479 aC, Artabazos va persuadir Mardoni de no arribar a cap acord amb els grecs i el va aconsellar d'anar a Tebes per trobar aprovisionament abans de noves lluites, ja que tenia la convicció de què la sola presència dels perses atemoriria a l'exèrcit enemic. Mardoni no el va fer cas i va ser derrotat a Platea. Artabazos, que dirigia la reserva, no va poder fer res per evitar la derrota, però va aconseguir de fugir amb bona part de l'exèrcit i es va retirar amb 40000 homes a Fòcida, i d'allí a Tessàlia, Macedònia i Tràcia fins a Bizanci, i va dirigir les restes del seu exèrcit, minvat per la fam i la fatiga, per passar a Àsia a través de l'Hel·lespont, segons Heròdot i Diodor de Sicília.
L'any 477 aC va ser nomenat sàtrapa de la Frígia Hel·lespòntica o Dascilios. El rei li va encarregar, com expert en afers grecs, les negociacions amb el príncep espartà Pausànies (477-476 aC). Cap al final de la seva vida (el 450 aC) va defensar Xipre amb 300 vaixells fenicis i tropes dirigides per Megabizos, contra Cimó d'Atenes. El mateix any va demanar a Atenes obrir negociacions amb el rei de Pèrsia, que van portar a la Pau de Càl·lies.
Poc després del 450 aC va morir i el va succeir com a sàtrapa el seu fill Farnabazos I.